# Oldenburgia
Oldenburgia é um género botânico pertencente à família Asteraceae.

## Espécies
- Oldenburgia grandis

1. ↑  «Oldenburgia — World Flora Online». www.worldfloraonline.org. Consultado em 19 de agosto de 2020